# 兴筑路站
兴筑路站是贵阳轨道交通2号线的地铁车站，位于中华人民共和国贵州省贵阳市观山湖区诚信南路与兴筑路交叉口，于2021年4月28日开通。

## 车站结构
兴筑路站沿誠信南路呈南北向设置，为地下二层岛式站台车站，车站地下一层为站厅层，地下二层为2號線站台层，地下三层为預留S2線站台层。
|                   |  | █ 2号线往白云北路（觀山西路） |
| 島式 · 開左邊车门 |  |                               |
|                   |  | █ 2号线往中兴路（金陽醫院）   |

|                   |  | █ S2线預留軌道 |
| 島式 · 開左邊车门 |  |                |
|                   |  | █ S2线預留軌道 |

## 车站出口
兴筑路站共有4个出入口，各出口及周围设施如下所示：
| 编号                | 出入口信息 | 照片 | 无障碍设施 |
| ------------------- | ---------- | ---- | ---------- |
| A · 出口 · （设有） |            |      |            |
| B · 出口            | 诚」       |      | 不適用     |
| C · 出口            |            |      | 不適用     |
| D · 出口 · （设有） |            |      |            |
| 图例： 设有         |            |      |            |

## 车站历史
本站建设时期工程名为兴筑西路站，开通前正式命名为兴筑路站，站名来自车站附近的金陽醫院。
- 2021年4月28日，车站随2号线工程通车开通[1]。